# جواد عزتي
محمد جواد عزتي (بالفارسية: جواد عزتی) (مواليد 10 يناير 1982 في طهران)، هو ممثل إيراني، ينشط في المسلسلات والأفلام باللغة الفارسية.

## الأعمال
- أحداث الظهيرة
- الاحتياط
- ماء الاوكسجين
- المرآة الجانبية
- المشاكل الكبرى1
- المشاكل الكبرى2

## وصلات خارجية
- جواد عزتي على موقع IMDb (الإنجليزية)